# جیمز ثورنتون
جیمز ثورنتون (انگلیسی: James Thornton؛ زادهٔ ۳۱ اکتبر ۱۹۷۵) بازیگر و صداپیشه اهل بریتانیا است.
از فیلم‌ها یا مجموعه‌های تلویزیونی که وی در آن‌ها نقش داشته‌است، می‌توان به در بستر هم‌آغوشی، کلاه سرخ و دیوید کاپرفیلد اشاره نمود.